# فكرية (اسم)
فكرية هو اسم علم مؤنث من أصل عربي، ومعناه هو منسوب إلى الفخر، ذات العظمة، ذات الفضل.

## وصلات خارجية
- موسوعة السلطان قابوس لأسماء العرب نسخة محفوظة 5 أبريل 2019 على موقع واي باك مشين.